# Cambio climático en Surinam

Predicción entre 2071 a 2100.

El cambio climático en Surinam se refiere a los efectos del cambio climático en Surinam. Estos efectos incluyen el aumento de las temperaturas y el incremento de los fenómenos meteorológicos más extremos. Como país relativamente pobre, sus contribuciones al cambio climático han sido limitadas. Además, debido a la gran cobertura forestal, el país ha tenido una economía de carbono negativo desde 2014.
Surinam fue el segundo país en actualizar sus Contribución Determinada a nivel Nacional en 2020.

## Emisiones
Surinam tiene una economía de carbono neto negativo desde al menos 2014. Esto se debe en gran parte a la densa cubierta forestal, que cubre más del 93% del país. La mayor parte de la selva tropical se encuentra todavía en perfectas condiciones. Sin embargo, está siendo amenazada por la extracción de oro y las empresas madereras.
La agricultura aporta el 40% de las emisiones del país.

### Industria petrolera
Las exportaciones de petróleo son una parte importante de la economía de Surinam, gran parte de la cual está controlada por la compañía estatal Staatsolie Maatschappij Suriname. En enero de 2020, una corporación estadounidense, Apache Corporation, estaba perforando pozos en Maka Central.

## Impactos climáticos
Según el Banco Mundial, las temperaturas ya han aumentado en todo el país, con un aumento significativo del clima cálido. Aunque la precipitación no ha mostrado cambios de tendencia significativos, las proyecciones sugieren cambios significativos en diferentes partes del país.
El mayor riesgo que enfrenta Surinam es la inundación de los ríos. La población se concentra alrededor de los principales ríos como Surinam, Commewijne y Maroni, en un área a pocos metros sobre el nivel del mar. En 2006 y 2015, hubo grandes inundaciones que provocaron la muerte de varias personas.
Además, el 90% de la actividad humana de Surinam se encuentra en la costa norte, que es particularmente vulnerable al aumento del nivel del mar y la intrusión de agua salada.

## Impactos económicos

### Agricultura
Aunque la agricultura es una parte decreciente de la economía total del país, que representó el 9% del PIB en 2012, es la tercera parte más grande de la economía de Surinam y empleaba al 15% de la población en 2009. Se espera que los cambios climáticos y las inundaciones tengan efectos negativos significativos en la agricultura del país. El 49% de las pérdidas económicas de las inundaciones de mayo de 2006 en Surinam fueron en el sector agrícola. 

## Política
El gobierno de Surinam fue proactivo en la actualización de su declaración de Contribución Determinada a nivel Nacional en 2020, solo superado por el plan de acción para el cambio climático de las Islas Marshall. Los principales compromisos incluyeron el mantenimiento de los bosques como sumidero de carbono, alcanzar una cobertura energética con un 35% de energía renovable para 2030 y realizar inversiones en agricultura y transporte sostenibles.